# Robert Dill-Bundi
Robert Dill-Bundi (ur. 18 listopada 1958 w Chippis, zm. 16 września 2024) – szwajcarski kolarz torowy i szosowy, mistrz olimpijski oraz czterokrotny medalista torowych mistrzostw świata.

## Kariera
Pierwszy sukces w karierze osiągnął w 1975 roku, kiedy mistrzem Szwajcarii juniorów w indywidualnym wyścigu na dochodzenie. Sukces ten powtórzył rok później, a w 1977 roku wspólnie z Danielem Gisigerem, Walterem Baumgartnerem i Hansem Känelem zdobył srebrny medal drużynowo na mistrzostwach świata w San Cristóbal. Na mistrzostwach świata w Monachium w 1978 roku Szwajcarzy w składzie: Robert Dill-Bundi, Hans Känel, Walter Baumgartner i Urs Freuler zdobyli w tej samej konkurencji kolejny brązowy medal. Pięć lat później, podczas mistrzostw świata w Zurychu indywidualnie zajął drugie miejsce, ulegając jedynie Steele’owi Bishopowi z Australii. Ponadto na rozgrywanych w 1984 roku mistrzostwach świata w Barcelona zdobył złoty medal w keirinie. W swojej karierze zaliczył trzy olimpijskie starty. Zadebiutował na igrzyskach olimpijskich w Montrealu, gdzie był czternasty w indywidualnym wyścigu na dochodzenie, a na igrzyskach olimpijskich w Moskwie w 1980 roku był już najlepszy. Na moskiewskich igrzyskach zajął ponadto ósme miejsce w drużynowym wyścigu na dochodzenie. Startował także w wyścigach szosowych wygrywając między innymi kryterium w niemieckich Göppingen i Reutlingen w 1982 roku, w tym samym roku wygrał również jeden z etapów Giro d’Italia.